# إيفان فرنانديز
إيفان فرنانديز (بالإسبانية: Iván Fernández Anaya)‏ هو عداء مراثوني إسباني، ولد في 10 يونيو 1988 في فيتوريا-غاستيز في إسبانيا.

## وصلات خارجية
- الموقع الرسمي
- إيفان فرنانديز على موقع الاتحاد الدولي لألعاب القوى (الإنجليزية)